# Cees See

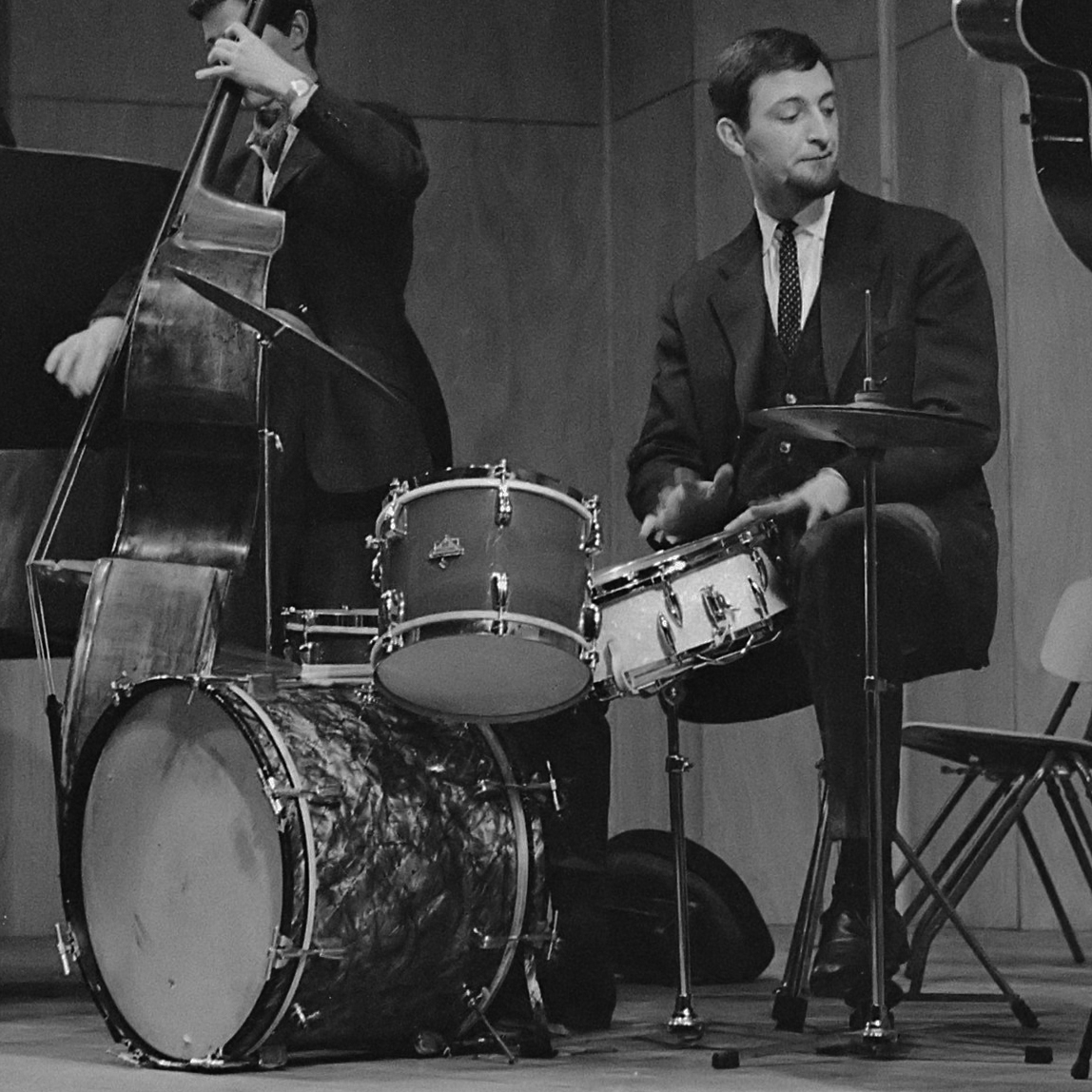
Cees See (1960)

Cees See (* 5. Januar 1934 in Amsterdam; † 9. Dezember 1985) war ein niederländischer Jazzschlagzeuger und Perkussionist.

## Leben und Wirken
Der Autodidakt spielte zunächst mit der niederländischen Band The Millers und mit Jack Sels, Herman Schoonderwalt, Rob Madna, Pim Jacobs, Kenny Drew, Donald Byrd, Wolfgang Dauner, Dusko Goykovich und bei Dick van der Capellen. Bekannt wurde er in der zweiten Hälfte der 1960er als Mitglied des Quartetts von Klaus Doldinger. Anschließend spielte er im New Jazz Trio von Manfred Schoof, nahm aber auch mit Olaf Kübler und mit Volker Kriegel auf. Er gründete ein eigenes Perkussionistenquartett, war der erste Jazzschlagzeuger in den Niederlanden, der an einem Konservatorium lehrte, und veröffentlichte die Lehrschrift „Das Schlagzeug im Jazz“. 1956 war er für kurze Zeit mit der Sängerin Corry Brokken verheiratet.

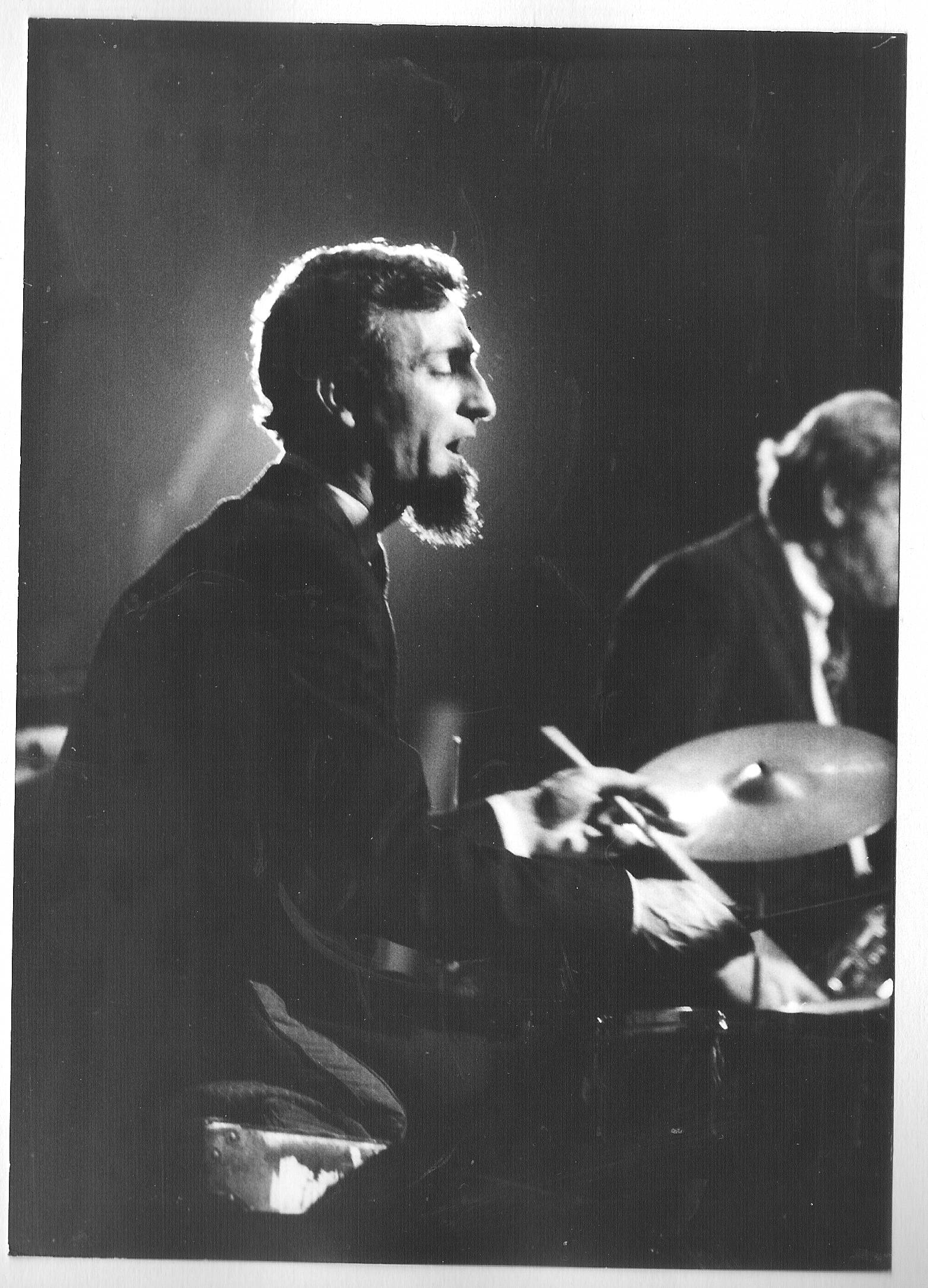
11. Deutsches Jazzfestival am 23. März 1968 in Frankfurt: Cees See im Klaus Doldinger Quartett